# Долина Ледяного Ветра
Долина Ледяного Ветра (англ. Icewind Dale) — область на севере материка Фэйрун сеттинга Забытые Королевства, вымышленного мира для ролевой игры Dungeons & Dragons. В данном регионе происходит действие множества книг и игр игровой системы Dungeons & Dragons.
Местоположением и укладом, Долина Ледяного Ветра сравнивается со средневековыми Исландией и Норвегией.

## Характеристика
Расположенная на крайнем северо-западе Фэйруна, эта долина отделена Хребтом Мира и морем от Побережья Мечей, с которым соединяется небольшим проходом у отрогов гор. Эта страна представляет собой бескрайнюю заснеженную тундру, ограниченную с востока Регхедским Ледником. В долине находится Десять Городов, большинство из которых построено на берегах трёх озёр (Мер Дуальдон, Лек Деннишир, Красные Воды), богатых рыбой — основным источником дохода Долины. Столица людей Десяти Городов — Брин-Шандер, единственный город, стоящий вдалеке от берегов. К северу, в тундре, обитают дикие и воинственные варвары Долины, а также племена йети, гоблинов и огров. В пещерах неподалёку временно обитали уцелевшие после крушения Мифрил Халла дворфы клана Боевого Топора во главе с Бренором Боевым Топором.
Суровая земля почти вне досягаемости более теплого и более заселенного юга, небольшое количество тепла, производимое Морем Мечей, просачивается через самую низкую часть горной стены, оставляя долину в наименьшей степени гостеприимной. Кочевые племена, которые охотятся на группы северных оленей рядом с этими тремя озёрами (Мэр Дуалдон, Лак Диннашир и Красные Воды), и дворфы в своих туннелях пытаются выжить в этой суровой земле. Злые существа процветают в сотнях горных пещер, и Долина Ледяного Ветра имеет репутацию прибежища для тех, кто хочет затеряться.

## Десять Городов
Десять Городов собраны вокруг трех озер: Мэр Дуалдон, Лак Диннашир и Красные Воды.
- Брин Шандер — самый большой из Десяти Городов. Торговый город, куда съезжаются купцы и ремесленники, а также заезжают караваны из Лускана.
- Таргос — ещё один город, как и Брин Шандер окружённый крепостной стеной. Фигурирует в компьютерной игре Icewind Dale 2
- Бремен — город, расположенный в истоке вытекающей из озера реки, впадающей в реку Шангарне которая в свою очередь впадает в море в районе Айронмастера.
- Термалайин — один из самых красивых городов Долины, территория вокруг города засажена деревьями, защищающими от порывов сильного ветра горстку домов спрятавшихся за ветхими стенами.
- Лонливуд — самое северное поселение расположенное не на берегу озера, а среди вековых сосен в чащобе леса. Фигурирует в компьютерной игре Icewind Dale: Heart of Winter
- Каер-Кониг — другой город на берегу Лак Динешер.
- Каер-Диневал — город на берегу Лак Динешер.
- Истхэвен — одна из крошечных, насквозь промёрзших и продутых деревенек, из последних сил цепляющихся за существование. Они живут, но это трудная жизнь, и единственная война, с которой знаком Истхэвен, — это война с природой. Фигурирует в компьютерной игре Icewind Dale

Наиболее важен для этих Десяти Городов центральный, окруженный стеной, торговый городок Брин Шандер. От Брин Шандера, посыпанная гравием тропа, известная как Восточный Путь, ведет на восток к Лак Диннаширу и к общине Истхэйвен на её южном конце. Кер-Диневал и Кер-Кониг стоят на берегу Лак Диннашира. Несмотря на их названия, никакие замки там не стоят, — они были прежде бревенчатыми крепостями. К югу от Лак Диннашира — Красные Воды, наименьшие из этих трех озер.
Каждый из этих Десяти Городов может выставить ополчение на 100—500 мужчин, вооруженных дварфским оружием и легкими доспехами. Города Бремен и Кер-Кониг являются домом варварам тундры. Города яростно отстаивают свою независимость и конкурентоспособны друг с другом, особенно с городами, разделяющими то же самое озеро. Борьба между конкурирующими кораблями не является редкостью. Из-за этой склонности для городов трудно объединиться и победить общего противника, что делает каждый город отдельным объектом и относительно легким для завоевания.
Эти Десять Городов возникли, когда была открыта резьба из похожей на слоновую кости рыб. Девять деревень росли вдоль этих трех озер, и Брин Шандер рос, поскольку жители нуждались в центральном месте, где они бы могли встречать торговцев. Близость к Брин Шандеру было вторым фактором после количества рыбы, выловленной и пойманной в сети, определявшим успешность и размеры рыбацких деревень. Восточный Путь сделал Истхэйвен соперничающим с Кер-Диневалом в размере.

## Пирамида Кельвина
Легенда варваров гласит, что бог Темпус сразил в Долине Ледяного Ветра морозного гиганта Кельвина, а затем взгромоздил над павшим соперником камни с равнины как напоминание о его наказании за свой гнев.
Пирамида Кельвина возвышается над тундрой на 1 000 футов и примерно на столько же опускается низина дварфов. В пределах низины находятся дома и шахты Клана Боевых Топоров, входы защищены от постоянных ветров, дующих в Долине. Туннели расположены в один ряд с домами, залами встреч, кузницами и прочими помещениями. Комплекс достаточно обширен, некоторые секции заброшены.
Выветривание, превратившее гору в гигантскую груду глыб, создало на восточных склонах каменный столб, известный как Подъём Бреннора. За южным склоном расположена плоская скала, на которой дварфы часто устраивали лагерь. Около северной части низины находится скрытое логовище, где остался патруль Биггрина.

## В культуре
- В Долине происходят основные действия одноимённой фентезийной трилогии Роберта Сальваторе «Долина Ледяного Ветра»[3]. Именно здесь впервые появляется тёмный эльф Дриззт До’Урден[4].
- В сеттинге «Забытые царства» местность Долина Ледяного Ветра появилась только после выхода трилогии Сальваторе[1].
- Здесь же разворачиваются события компьютерных игр от студии «Black Isle Studios»: «Icewind Dale», дополнения «Icewind Dale: Heart of Winter» и продолжения «Icewind Dale II»[2], а также многопользовательской игре Neverwinter Online